# جيمس بارك وودز
جيمس بارك وودز (بالإنجليزية: James Park Woods)‏ هو جندي أسترالي، ولد في 4 يناير 1886 في Two Wells, South Australia ‏ في أستراليا، وتوفي في 18 يناير 1963 في ندلاندز ‏ في أستراليا.